# U-Stahl-Normalprofil

Querschnitt eines U-Normalprofils nach DIN 1026-1

U-Stahl-Normalprofile, kurz U-Normprofile, (Abkürzung UNP oder UPN) sind Stahlträger, die im Stahlbau, zum Beispiel Hallenbau, Brückenbau, Industrie- und Gewerbebau, aber auch im Maschinen- und Fahrzeugbau eingesetzt werden. Es handelt sich um einen genormten Profilstahl nach EN 10279 bzw. DIN 1026-1.
Bauen mit Stahlträgern zeichnet sich durch Flexibilität in der Gestaltung (Kombination von Stahl und Glas) sowie durch schnelle und kostengünstige Bauweise (durch die Möglichkeit der Vorfertigung in der Stahlbauproduktion) aus. Stahlträger werden überwiegend aus Schrott hergestellt und lassen sich nach ihrer Nutzung auch als Schrott wieder zu neuen Stahlprodukten recyceln (sehr rohstoff- und ressourcenschonend).
Als Werkstoffe nach EN 10025:1990+A1:1993 kommen beim UNP (ebenso wie bei den anderen handelsüblichen Stahlträgern HEA, HEM, HEB und IPE) überwiegend die folgenden Werkstoffe zum Einsatz:
| EN 10025:1990 | alte Bezeichnung nach DIN 17100 | neue Norm EN 10025-2:2004                                  |
| ------------- | ------------------------------- | ---------------------------------------------------------- |
| S235JR        | St 37-2                         | entfällt                                                   |
| S235JRG2      | RSt 37-2                        | S235JR                                                     |
| S355J2G3      | St 52-3U                        | entfällt, dafür als neue handelsübliche Bezeichnung S355J2 |

Die neue Norm EN 10025-2:2004, die keine unberuhigten Stähle mehr zulässt, besitzt nach einer Übergangsphase, in der alte und neue Norm galten, seit 1. September 2006 alleinige Gültigkeit. Nunmehr dürfen nur noch Stähle nach neuer Norm in den Verkehr gebracht werden. Die entsprechende Umsetzung in den Landesbauordnungen ist abgeschlossen. Das bisherige Ü-Zeichen wird durch das CE-Zeichen ersetzt.
Falls man Schrauben an den Flansch anschrauben will, kann man dafür Keilscheiben, genormt nach der DIN-Norm DIN 434, verwenden.